# Trixiphichthys weberi
Trixiphichthys weberi är en fiskart som först beskrevs av Chaudhuri 1910.  Trixiphichthys weberi ingår i släktet Trixiphichthys och familjen Triacanthidae. Inga underarter finns listade i Catalogue of Life.